# Принцип невизначеності
Принцип невизначеності є фундаментальною засадою квантової механіки, яка стверджує, що принципово неможливо одночасно виміряти з довільною точністю пари величин, які описують квантовий об'єкт, такі як, наприклад, координати й імпульс. Це твердження справедливе не лише щодо вимірювання, а й щодо теоретичної побудови квантового стану системи. Тобто, неможливо побудувати такий квантовий стан, в якому система одночасно характеризувалася б точними значеннями координати та імпульсу.
Принцип невизначеності сформулював у 1927-му німецький фізик Вернер Гайзенберґ. Це стало важливим етапом у з'ясуванні закономірностей атомних явищ і побудови квантової механіки.
Квантовомеханічний принцип невизначеності аналогічний твердженню з оптики про те, що монохроматичний пучок світла не можна сфокусувати точніше, ніж до розмірів порядку довжини хвилі. У квантовій механіці частинки, такі як електрони, протони чи нейтрони, теж мають хвильові властивості, тобто справедливий корпускулярно-хвильовий дуалізм. Через це електрон, протон чи будь-яку іншу частинку або фізичну систему, неможливо сфокусувати в просторі до розмірів менших за половину довжини хвилі.

## Історія
Вернер Гейзенберг сформулював принцип невизначеності під час роботи над математичним базисом квантової механіки в інституті Нільса Бора в Копенгагені.
У 1925 році Гейзенберг почав працювати над розробкою матричної механіки, що дозволила замінити стару квантову теорію на більш сучасну квантову механіку. Однак ця теорія розмазується дивним чином: її рівняння руху включають лише ймовірності знаходження частинок у тому чи іншому місці.
У березні 1926 року Гейзенберг помітив, що з некомутативності у його моделі випливає принцип невизначеності. Це стало гарною фізичною інтерпретацію некомутативності, і лягло в основу копенгагенської інтерпретації квантової механіки. Гейзенберг також показав, що ці ж ідеї ведуть до принципу доповнюваності, що був запропонований раніше Бором.
У своїй роботі 1927 року, «Über den anschaulichen Inhalt der quantentheoretischen Kinematik und Mechanik», Гейзенберг сформулював свій принцип як існування деякого мінімального збудження, що змінює імпульс частинки при кожному вимірюванні її місцезнаходження. Проте явного виразу, що пов'язував би Δx і Δp у цій роботі не було дано, натомість були показані окремі оцінки для кожного з них окремо. Відома форма співвідношення, Δx·Δp ≥ h, була сформульована на лекції, яку Гейзенберг проводив у Чикаго.
Сучасна форма, {\displaystyle \sigma _{x}\sigma _{p}\geq {\frac {\hbar }{2}}}, де σx σp — стандартні відхилення при вимірюванні місцезнаходження і імпульсу, була доведена у 1927 році Е. Кеннардом.
У 1929 році Говард Робертсон узагальнив рівняння Гейзенберга для довільної пари спостережуваних квантових величин:
{\displaystyle \Delta X\cdot \Delta Y\geq {\frac {1}{2}}|\langle XY-YX\rangle |}
У 1935 році вийшла стаття Альберта Ейнштейна, Бориса Подольського та Натана Розена, в якій вони формулювали свій відомий парадокс, що мав би довести, що або принцип невизначеності виконується не завжди, або ж квантова механіка порушує принцип причинності. Суть парадоксу можна описати наступним чином: нехай частинка, імпульс якої виміряний з високою точністю, розпадається на дві. Тоді, вимірявши імпульс однієї з частинок-продуктів розпаду, за законом збереження імпульсу, ми будемо знати і імпульс другої, не подіявши на неї ніяким чином. Вимірявши після цього координату другої частинки, ми будемо мати опис її стану з високою точністю. Проте, експерименти показали, що принцип невизначеності виконується і в таких ситуаціях, а розв'язок парадоксу полягає в нелокальності квантової механіки.

## Формулювання
Співвідношення невизначеностей стверджує, що неможливо одночасно виміряти з довільно високою точністю координату і імпульс частинки. Аналогічна нерівність також пов'язує час і енергію, і будь-які фізичні величини, оператори яких не комутують.
Співвідношення невизначеності можна виразити через стандартні відхилення:
{\displaystyle \langle (x-x_{0})^{2}\rangle \langle (p-p_{x0})^{2}\rangle \geq {\frac {\hbar ^{2}}{4}}},
де кутові дужки означають усереднення, а {\displaystyle x_{0}} та {\displaystyle p_{x0}} — математичні сподівання відповідних величин.
Широко розповсюдженою є спрощена формула:
{\displaystyle \Delta x\cdot \Delta p_{x}\geq {\frac {\hbar }{2}}}.
У загальному випадку твердження про невизначеність значень фізичних величин {\displaystyle A} та {\displaystyle B} виглядає так:
{\displaystyle \delta A\cdot \delta B\geq {\frac {1}{2}}\left|\langle [{\hat {A}},{\hat {B}}]\rangle \right|},
де {\displaystyle \delta A} — середньоквадратичне відхилення від середнього фізичної величини {\displaystyle A}, {\displaystyle \delta B} — середньоквадратичне відхилення від середнього фізичної величини {\displaystyle B}, а {\displaystyle \langle [{\hat {A}},{\hat {B}}]\rangle } — середнє значення комутатора операторів цих фізичних величин.
З цього видно, що якщо комутатор дорівнює нулю, то дану пару фізичних величин можна виміряти одночасно й точно, і, навпаки, якщо комутатор не дорівнює нулю, то фізичні величини пов'язані принципом невизначеності й одночасно визначені бути не можуть.
У граничному випадку, коли стала Планка прямує до нуля квантова механіка переходить у класичну механіку Ньютона, в якій незалежне визначення фізичних величин можливе, оскільки невизначеність стає меншою за експериментальну похибку.

## Спрощене пояснення
Явище, подібне до принципу невизначеності, можна знайти і у класичній механіці. Якщо ми спробуємо виміряти швидкість деякого об'єкту, для цього нам потрібно буде виміряти його положення в два моменти часу, і потім поділити різницю між цими положеннями на різницю між моментами часу. Таким чином, ми дізнаємось швидкість, але про положення об'єкту ми будемо знати лише, що воно лежить між позицією, яку займав об'єкт при першому вимірі, і позицією, яку він займав при другому. Проте, в класичній фізиці ми можемо збільшувати точність вимірів як завгодно сильно, зменшуючи таким чином похибку.
Згідно квантової теорії, будь-яка частинка має хвильові властивості, а саме, ймовірність знайти її в деякій точці простору-часу описується хвильовою функцією, а імпульс частинки пов'язаний з частотою цієї функції. Проте, для збільшення точності виміру частоти, ми маємо розглядати більше періодів функції, що призводить до збільшення похибки виміру координати. Ця ситуація є подібною до такої, що виникає при спробі одночасно виміряти частоту звукового сигналу і момент часу, коли він виник. Фізичні величини, похибки вимірювання яких пов'язані таким чином, пов'язані через перетворення Фур'є, а саме, вони переходять одна в одну за допомогою цього перетворення. Вони називаються канонічно спряженими величинами. Такими парами канонічно спряжених величин є координата і імпульс, енергія і час та деякі інші.
З математичної точки зору можна сказати, що, співвідношення невизначеностей пов'язано з тим, що спектр хвильового представлення частинки (що породжується Фур'є-перетворенням функції) розтягується, при стисканні самої хвильової функції, і навпаки. Через це і величини, що пов'язані через перетворення Фур'є, поводять себе таким чином.
З фізичної точки зору можна сказати, що принцип невизначеності пов'язаний з ефектом спостерігача — спостереження, що проводиться над системою, впливає на стан цієї системи. Наприклад, визначити положення частинки можна, пропустивши її через тонку щілину. Але, оскільки частинка має хвильові властивості, вона буде дифрагувати на щілині, і її імпульс зміниться. Іншим способом дізнатися положення частинки є освітити її, і спостерігати за відбитими фотонами. Але при цьому, оскільки кванти світла також несуть в собі деякий імпульс, вони передадуть його частинці. При чому, чим менша довжина хвилі світла, тим точніше можна встановити місцеположення частинки, але тим більший імпульс він несе.
В реальності, не тільки ці способи, а й будь-який інший, буде мати той самий ефект: чим більш точно він дозволить визначити координату, тим більшу непередбачувану зміну він внесе в імпульс частинки, і навпаки.
Варто зазначити, що принцип невизначеності не забороняє як завгодно точні виміри будь-якого з цих двох параметрів, а вказує лише на неможливість одночасного виміру обох.

## Математичне пояснення

### Рівняння вільної частинки
Нехай частинка рухається вільно, тобто, на неї не діють жодні сили. Тоді у рівнянні Шредінгера
{\displaystyle i\hbar {d\psi (\mathbf {r} ,t) \over dt}=-{\frac {\hbar ^{2}}{2m}}\Delta \psi (\mathbf {r} ,t)+U(x,y,z,t)\psi },
U буде тотожно рівним нулю. Рівняння набуває вигляду
{\displaystyle \Delta \psi +k^{2}\psi =0}, де {\displaystyle k^{2}={\frac {2mE}{\hbar ^{2}}}}.
Його розв'язком для частинки з деяким відомим значенням імпульсу p буде
{\displaystyle \psi (x,y,z,t)=Ce^{{\frac {i}{\hbar }}({\vec {p}}{\vec {r}}-Et)}}.
Згідно з цим рівнянням, імовірність знайти її в будь-якій точці простору однакова, тобто у частинки нескінченно велика невизначеність за координатою. 

### Хвильовий пакет
Побудуємо таку хвильову функцію, щоб частинка, що їй відповідає, мала відмінні від нуля значення координати і імпульсу лише у деякій обмеженій області. Така функція називається хвильовим пакетом, і її в будь-якому разі можна виразити як суму плоских хвиль (розглянемо випадок одномірної системи)
{\displaystyle \psi (x,t)=\int \limits _{p_{0}-\Delta p}^{p_{0}+\Delta p}C(p)e^{{\frac {i}{\hbar }}[px-E(p)t]}dp}.
Якщо інтервал Δp достатньо малий, ми можемо вважати, що
{\displaystyle C(p)\approx C(p_{0})=C_{0}},а
{\displaystyle E(p)\approx E(p_{0})+{\frac {dE}{dp}}_{0}(p-p_{0})=E_{0}+v_{0}\eta }, де η=p-p0 а {\displaystyle v_{0}={\frac {dE}{dp}}_{0}}
Тоді рівняння для хвильової функції перетворюється на
{\displaystyle \psi (x,t)\approx C_{0}e^{{\frac {i}{\hbar }}p_{0}x-E_{0}t}\int \limits _{-\Delta p}^{\Delta p}e^{{\frac {i}{\hbar }}(x-v_{0}t)\eta }d\eta }.
Легко показати, що інтеграл від експоненти в останній функції дорівнює {\displaystyle {\frac {2\hbar }{x-v_{0}t}}sin({\frac {\Delta p}{\hbar }}(x-v_{0}t))}, тоді хвильова функція буде дорівнювати:
{\displaystyle \psi \approx 2C_{0}\Delta p{\frac {sin({\frac {\Delta p}{\hbar }}(x-v_{0}t))}{{\frac {\Delta p}{\hbar }}(x-v_{0}t)}}e^{{\frac {i}{\hbar }}(p_{0}x-E_{0}t)}}

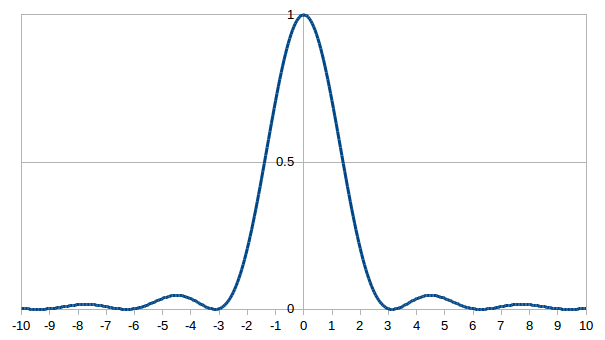

Просторовий розподіл ймовірності пропорційний квадрату хвильової функції, тобто
{\displaystyle \omega \approx 4C_{0}^{2}(\Delta p)^{2}{\frac {sin^{2}\alpha }{\alpha ^{2}}}}, де {\displaystyle \alpha ={\frac {\Delta p}{\hbar }}(x-v_{0}t)}
Графік функції {\displaystyle {\frac {sin^{2}x}{x^{2}}}} зображений праворуч. Як видно, він має суттєве відмінне від нуля значення лише на проміжку від -π до π. Діапазон координат, яким відповідають ці значення можна отримати з рівнянь {\displaystyle {\frac {\Delta p}{\hbar }}(x_{2}-v_{0}t)=\pi } і {\displaystyle {\frac {\Delta p}{\hbar }}(x_{1}-v_{0}t)=-\pi }.
Таким чином, {\displaystyle \Delta x=x_{2}-x_{1}={\frac {2\pi \hbar }{\Delta p}}}, з чого, враховуючи додаткові максимуми функції {\displaystyle {\frac {sin^{2}x}{x^{2}}}}, ми можемо вивести кінцеву формулу:
{\displaystyle \Delta x\Delta p\geq 2\pi \hbar },
що показує принципову неможливість одночасного встановлення імпульсу і координати частинки, а отже, і відсутність у квантовій механіці траєкторій: ми не можемо точно описати у просторі лінію, за якою рухалася частинка, що є принциповою відмінністю квантового руху від класичного.

## Інші пари канонічно спряжених величин
Енергія та час є канонічно спряженими величинами, і для цих величин теж записується співвідношення невизначеностей у вигляді:
{\displaystyle \Delta E\Delta t\geq {\frac {1}{2}}\hbar }.
Однак, час у квантовій механіці є не оператором, а параметром, тому співвідношення невизначеності для нього не є наслідком загального правила та вимагає окремої інтерпретації.
Мандельштам і Тамм вивели співвідношення для невизначеності часу й енергії у формі:
{\displaystyle \Delta E{\frac {\Delta B}{\left|{\frac {\langle {\hat {B}}\rangle }{dt}}\right|}}\geq {\frac {\hbar }{2}}},
де {\displaystyle {\hat {B}}} — самоспряжений оператор. Вираз справа від {\displaystyle \Delta E} має розмірність часу, але це не похибка вимірювання часу, а час життя стану квантової системи відносно спостережуваної величини B. Точному значенню енергії відповідає квантовий стан, в якому система перебуває нескінченно довго, якщо ж система перебуває в деякому стані скінченний час, то вона не має точно визначеної енергії.
Багато інших пар операторів є некомутуючими, а отже не можуть бути виміряні одночасно:
- Ортогональні компоненти моменту імпульсу {\displaystyle \Delta J_{i}\Delta J_{j}\geq {\frac {\hbar }{2}}|\langle J_{k}\rangle |}[14], де Jn — проєкція моменту імпульсу вздовж осі xn (див. стандартний базис)
- Кількість фотонів і фаза, {\displaystyle \Delta N\Delta \Phi \geq 1}[15]
- Момент імпульсу і азимутальний кут, {\displaystyle (\Delta l)^{2}(\Delta \phi )^{2}\geq 1/4}[16]